# James Anthony
James « Jim » Anthony, né aux Fidji en 1936 ou 1937, est un syndicaliste et universitaire fidjien.

## Biographie
Il est d'ascendance irlandaise, indienne et polynésienne.
Jeune homme, ses idées se forment sous l'influence du fils de Jim Healy (en), secrétaire de longue date du syndicat des dockers en Australie et figure du Parti communiste d'Australie, qui le convainc de tenter de faire des syndicats fidjiens un moyen de lutte contre les chefs d'entreprise d'ascendance européenne, et contre le pouvoir colonial britannique aux Fidji. Il se fait conseiller des organisations syndicales fidjiennes lors de leurs procédures auprès de commissions d'arbitrage. Auprès du syndicat Wholesale and Retail Workers Union (« Syndicat des travailleurs du commerce de gros et de détail »), qu'il a co-fondé en 1958 et qui est dirigé par Apisai Tora, il exerce un rôle de premier plan dans la grève menée en 1959 à Suva pour les salaires des employés du secteur pétrolier,,,. En 1960, il obtient une bourse d'étude du gouvernement colonial aux Fidji et part étudier à l'université d'Hawaï à Mānoa, où il obtient un diplôme de licence puis de Master,.
En 1967, de retour aux Fidji, il aide deux syndicats en grève à rédiger leurs griefs : un syndicat d'employés de l'hôtellerie et un syndicat d'employs municipaux. Cette même année il s'inscrit comme doctorant à l'Université nationale australienne pour y préparer une thèse de doctorat en politique comparée. En 1971, après avoir complété ses études, il devient enseignant à l'université d'Hawaï.
Il devient conseiller en 1987 du Premier ministre travailliste Timoci Bavadra. Il accuse alors publiquement le directeur du bureau océanien de l'Agence des États-Unis pour le développement international de financer le Mouvement taukei, mouvement ethno-nationaliste autochtone qui organise des émeutes contre le gouvernement Bavadra. Plus précisément, il accuse les Américains de vouloir saboter la politique étrangère de non-alignement voulue par les travaillistes, et d'avoir versé US$ 200 000 à Apisai Tora. Ce dernier, ancien compagnon de luttes syndicales de Jim Anthony, étant devenu l'un des meneurs du Mouvement taukei. Après les coups d'État qui renversent le gouvernement Bavadra, il retourne à Hawaï pour s'y établir comme agriculteur, cultivant fruits, légumes et fleurs.
Il fait parler de lui une dernière fois après le coup d'État de 2006 aux Fidji. Mandaté par la Commission des Droits de l'Homme des Fidji (en) (qui soutient de gouvernement putschiste de Frank Bainimarama) de rédiger un rapport sur l'état des médias aux Fidji, il revient brièvement aux Fidji et produit en février 2008 un rapport presque unanimement décrié. Il recommande la création d'un tribunal des médias, qui serait financé par un impôt sur les médias et qui s'assurerait que les médias se conforment à la ligne voulue par le gouvernement. Il recommande également que soient expulsés du pays tous les étrangers exerçant le métier de journaliste aux Fidji. Russell Hunter, rédacteur en chef du journal The Fiji Sun, décrit ce rapport comme « une litanie d'inexactitudes factuelles, de discours haineux, de non-sequitur et de fausses déclarations flagrantes, le tout mêlé d'une épaisse couche de racisme » contre les blancs perçus comme dominant les médias. Le gouvernement Bainimarama adopte le rapport et émet un décret assujettissant les médias au contrôle du gouvernement,,.